# 迟尚国
迟尚国（？—2022年6月22日），辽宁大连人，中国足球运动员、足球教练。

## 生平
1970年开始效力于辽宁足球队，司职前卫。1973年，入选中国国家队二队。1975年，回到辽宁队，随后担任沈阳部队队教练。后来，经过两年大连党校的学习经历，在1998年执教长春亚泰。2000年，在八一队辅佐过贾秀全。从八一队离开之后，回到大连，从事青训。2005年，跟随大哥迟尚斌南下深圳。迟尚国曾与大连万达足球俱乐部副总经理石雪清合著《英雄无悔———迟尚斌绿茵生涯传奇》一书。后经营过茶馆生意。2022年6月22日，逝世于大连。